# COP: The Recruit
COP: The Recruit est un jeu vidéo d'action-aventure développé par Velez & Dubail Dev. Team et édité par Ubisoft, sorti en 2009 sur Nintendo DS. Il s'agit d'un GTA-like se déroulant à New York.

## Système de jeu
COP: The Recruit sur Nintendo DS est un jeu d'action-aventure et de conduite ancré dans un environnement urbain ouvert, où le joueur incarne un jeune repris de justice qui n'a pas d'autre choix que de travailler pour la police. Le jeu propose des phases de courses en voiture et des phases d'action où l'on dirige le personnage en vue à la troisième personne.

## Accueil
COP: The Recruit reçoit un accueil partagé de la presse spécialisée. En effet, les critiques sont très étendues, bien que la majeure partie de la presse lui donne une note proche de la moyenne (équivalant à un 10/20), comme l'atteste les sites d'agrégateurs de notes Metacritic et GameRankings, lesquelles recensent respectivement un score global de 55 % (basé sur 38 critiques) et 59,39 % (basé sur 27 critiques) :
- Jeuxvideo.com : 16/20[4]

### Distinctions
En 2009, au cours de l'Electronic Entertainment Expo, le site web spécialisé IGN récompense COP: The Recruit de deux lauréats pour être le « Meilleur jeu d'action » sur Nintendo DS et celui qui dispose des « Meilleurs graphismes » sur cette même console.